# Li Xiaoyong
Dans ce nom, le nom de famille, Li, précède le nom personnel.
Li Xiaoyong, (en chinois : 李 曉勇), né le 28 novembre 1969 à Liaoning, en Chine, est un ancien joueur de basket-ball chinois, évoluant au poste d'arrière.